# Ortowalpurgita
L'ortowalpurgita és un mineral de la classe dels arsenats, que pertany al grup de la walpurgita.

## Característiques
L'ortowalpurgita és un arsenat de fórmula química (BiO)₄(UO₂)(AsO₄)₂·2H₂O. Va ser aprovada com a espècie vàlida per l'Associació Mineralògica Internacional l'any 1994. Cristal·litza en el sistema ortoròmbic. La seva duresa a l'escala de Mohs és 4,5.
Segons la classificació de Nickel-Strunz, l'ortowalpurgita pertany a «08.EA - Uranil fosfats i arsenats, amb proporció UO₂:RO₄ = 1:2» juntament amb els següents minerals: walpurgita, fosfowalpurgita, hal·limondita, parsonsita, ulrichita i lakebogaïta.

## Formació i jaciments
És un mineral molt rar, format probablement per l'erosió d'un sulfur que contenia bismut. Va ser descoberta a Schmiedestollen dump, a Wittichen, Schenkenzell (Selva Negra, Baden-Württemberg, Alemanya), l'únic indret on ha estat trobada. Sol trobar-se associada a altres minerals com la preisingerita, l'anatasa i el quars.